# Серафим Сливенски
Серафим е висш български православен духовник, общественик и дарител, активен деец на българската църковна борба, пръв митрополит на Сливенската епархия на Българската екзархия от 1873 до 1896 година.

## Биография

### Ранни години
Роден е в Пирдоп, Османската империя, със светското име Златан Груев Кинов на 14 октомври 1819 година. Учи в родния си град, а след това в духовното училище в Свищов. Работи като учител в Пирдоп и Пловдив, където от 1850 година служи като енорийски свещеник. През 1853 година повежда енориашите си и превземат църквата „Света Богородица“, която става главен храм на българската община. От около 1869 до 1870 година е председател на Пазарджишката българска община. После е училищен инспектор в Златишка околия.

### Сливенски митрополит
В 1873 година е ръкоположен за велички (Велечкий) епископ. По-късно през април същата година епископ Серафим е избран за пръв митрополит на новооснованата екзархийска Сливенска епархия. В новата епархия на митрополит Серафим има голям брой гърци, които продължават да признават Патриаршията и нейната Созоагатополска митрополия. Тримата гръцки владици Теофил Созополски, Василий Анхиалски и Софроний Месемврийски, чието паство намалява значително, създават големи проблеми на митрополит Серафим. От съперничеството между митрополитите се възползват редица български селища, които избягват църковните данъци, като не плащат нито на Сливен, нито на гръцките владици. В 1875 година митрополит Серафим обикаля Хасекията и успява да убеди мнозинството да признае неговата митрополия, при условия, че ще плащат само по 5 гроша владичина.
Митрополит Серафим се ползва с уважението на турските власти. В 1876 година настоява да се уволни сливенския кадия, който не зачитал никакъв друг закон освен шериата. Екзарх Антим I Български подава съответния такрир и в отговор Високата порта отправя наставление до вилаетските власти за ограничаване на произвола. През 1876 година, след Априлското въстание, той успява да спаси Сливен от изгаряне. По време на Руско-турската война, на 24 януари 1878 година с писмо до княз Владимир Черкаски се застъпва за освобождаването на български заточеници в Боло, Мала Азия. Митрополитът предприема енегрични действия по опазване на паството си, като описва пред екзарха бандитизма на башибозука, за да може той да направи съответните постъпки, издирва отвлечени от черкезите българи, прави редица постъпки пред сливенския конак, с които успява да ограничи изстъпленията в града и околните села. Развива широка кампания по приютяване на сираците от въстанието, като изпраща пари за осиротели в Пловдивско и Севлиевско.
В средата на 70-те години, в отговор на настойчивите молби български владика да посети Одринската епархия, митрополит Серафим, след Доротей Скопски, е изпратен от Екзархията в Одринско, като обикаля десетки села и градове из епархията и служи в много от тях. Ефектът от престоя на двамата владици върху българското дело в Одринско е голям.
След Берлинския договор в 1879 година, по предложение на екзарх Йосиф I Български, митрополит Серафим Сливенски и митрополит Панарет Пловдивски, двете епархии на територията на новосъздадената Източна Румелия, организират събирането на подписи за два меморандума до посланиците на Великите сили и до Европейската комисия в Пловдив, с които се подчертава че единственото средство за създаване на стабилност е съединението на Източна Румелия и Княжеството.
Умира на 11 август 1896 година в Сливен, където е погребан.

## Памет
На митрополит Серафим Сливенски е наречена улица в квартал „Младост 1“ в София (Карта).

## Произведения
- Православно нравствено богословие, Сливен, 1884 г., вестник „Българско знаме“